# Schiffskinder
Gli Schiffskinder (lett. "ragazzi di nave") rappresentavano l’equipaggio delle navi della Lega anseatica durante il tardo Medioevo. Prima di salpare dai porti della Lega si giuravano fedeltà tra di loro e con i passeggeri.
Gli Schiffskinder erano in grado di combattere sia sulla terra ferma che in mare. Infatti, come riporta la documentazione di un Hochmeister, alcuni gruppi supportarono le armate dell'Ordine teutonico. Nel 1414 L'Hochmeister ne premiò uno in particolare, lo Schiffskinder di Gdańsk (Danzica), con diversi privilegi per il loro valore nel combattimento contro i Polacchi.